# Nádor

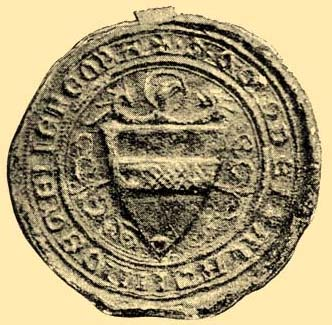
Aba Amadé nádor pecsétje

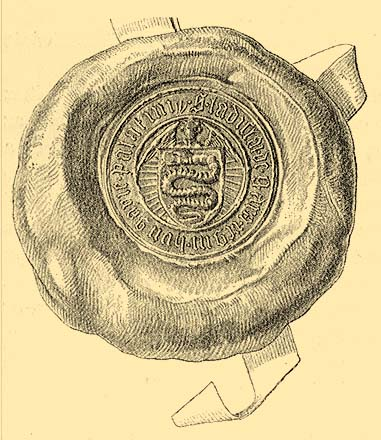
Garai László nádor pecsétje

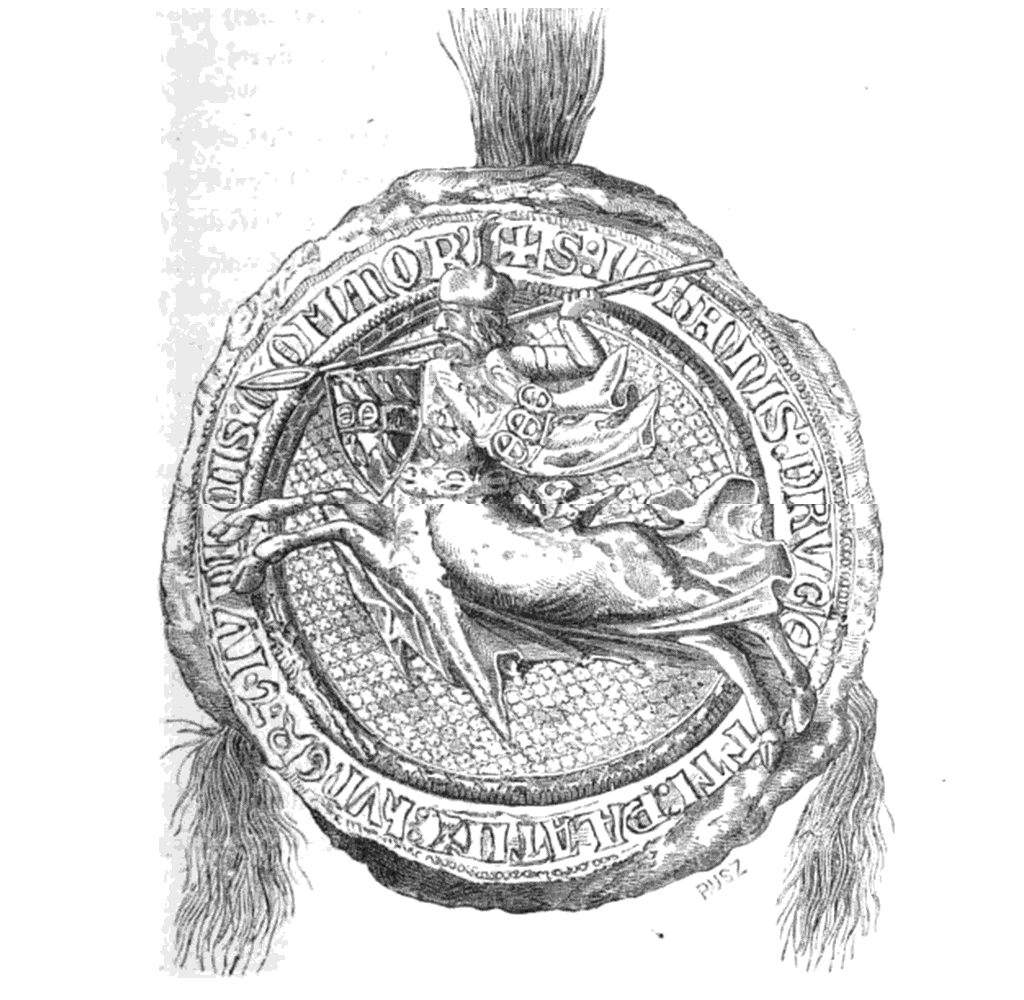
Drugeth János nádor pecsétje

A nádor vagy nádorispán (latinul palatinus, comes palatinus, comes palatii) a Magyar Királyságban az uralkodó után a legnagyobb országos méltóság volt a Szent Istvántól 1848-ig terjedő időszakban. Más néven a király helyettese. Szent István nyugati mintára hozta létre a tisztséget a német-frank palotagróf (pfalzgraf) mintájára. Eleinte tisztsége egybeesett az udvarispánéval (comes curialis), aki általában a udvarház gazdasági és jogi ügyeinek felelőse volt. A 12. századtól vált el tisztsége az udvarispánétól – ahogy később az országbíróé is – és vált önálló, országos hatáskörűvé. Ekkor kialakult bírói szervezete és ekkor lett a király helyettese. A 13. századtól udvari helyett rendi méltósággá vált, a rendek hatalmi törekvéseit szolgálta a királlyal szemben is.

## A szó eredete
A szó eredete tisztázatlan. Egy elmélet szerint a szláv „nádvorný župan” (udvari ispán – nádorispán) kifejezésből ered. Azaz az udvarispán szóból, akinek tisztségéből kivált, ahogy később az országbíró is.
Az „udvar” szó is a szláv u dvora azaz „udvarnál”, tulajdonképpen az „ajtónál” kifejezés átvétele. Az udvar szó (latinul curia, aula, palatium), mint királyi udvar a középkorban a fejedelem és kíséretének tartózkodási helyét jelentette, ami nem volt állandó, hanem a királyi udvarházakat, valamint az azokhoz csatolt szolgáltató falvak hálózatát jelentette. Ezek népeinek felügyelője, bírája volt különböző korokban az udvarispán, a nádor és az országbíró.

## Az intézmény története

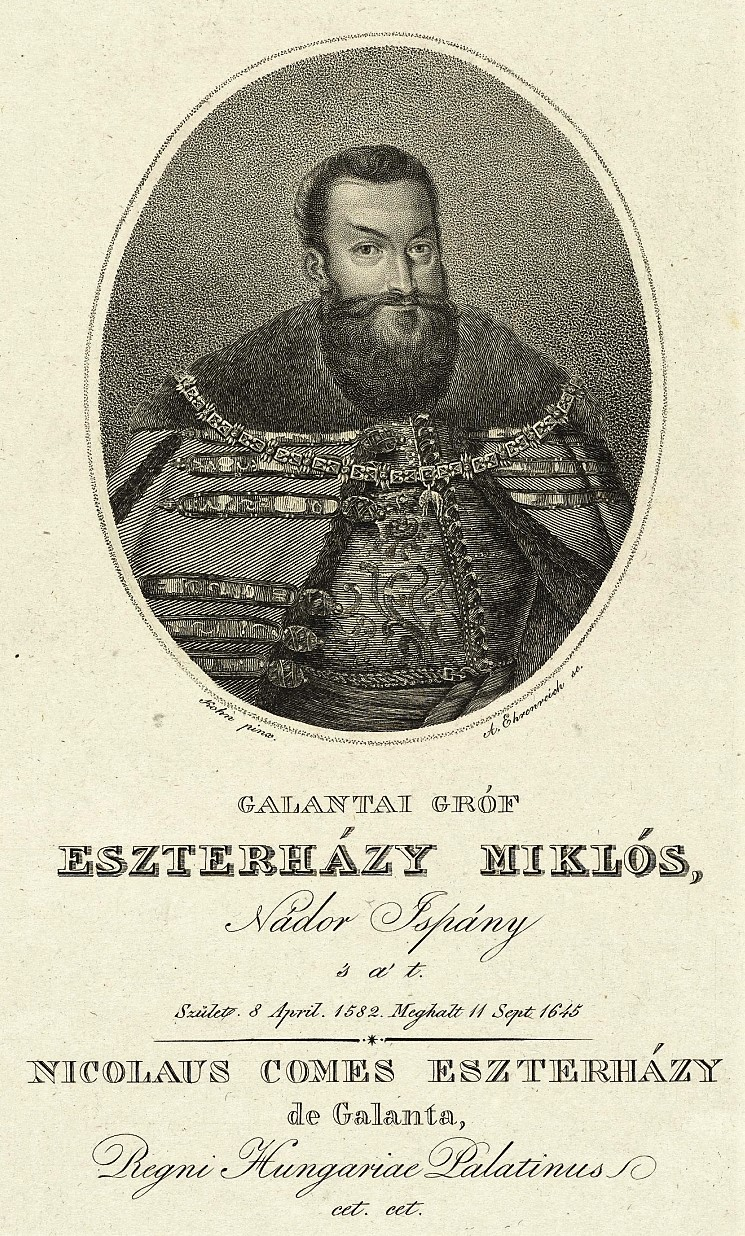
Galántai gróf Esterházy Miklós „nádor ispány”

Szent István udvarában valószínűleg a nyugati „Pfalzgraf” mintájára keletkezett a tisztség. Kezdetben a királyi udvarházak udvarnokainak felügyelőjeként (majd bírájaként) a kezdetleges udvar (azaz a kíséret) szükségleteinek biztosítása volt, majd bírói működése az udvari hivatalt lassan országos hatáskörűvé alakította. Az első név szerint ismert nádor Aba Sámuel, későbbi magyar király volt. A nádor ellátási funkcióinak megsokasodásával tehermentesítették a nádor és az udvarispán (curialis comes) vagy régebben másképpen udvarbíró tisztség szétválasztásával, amiből utóbb az országbíró tisztsége nőtt ki.
A királyné és gyakran az ifjabb király is rendelkezett saját nádorral. A királyné udvarispánját először 1198-ban említik.
Az Árpád-kor végén több esetben előfordult, hogy a nádori hivatalt kettéosztották, „dunáninneni” és „dunántúli” nádorságra.
Az Árpád-ház kihalása utáni évtized anarchiával terhelt időszakában egyazon időben többen is viselték a nádori címet, nehezen meghatározható területi hatáskörrel. A tartományurak többnyire akkor is nádornak hívatták, illetve tekintették magukat, amikor a (kérdéses legitimitású) király már mást nevezett ki helyükbe. Ezért a hivatal tekintélye lehanyatlott, és Károly Róbert udvarában átmenetileg a tárnokmester lett az ország legfőbb méltósága  (Kristó 1995).
A rendek először 1447-ben, Hunyadi János kormányzósága alatt választottak nádort.
Az 1485-ben, nádorválasztás céljából tartott országgyűlésen részletesen szabályozták a nádor hatáskörét is. A következő évszázadokban ezek a nádori cikkelyeknek (Articuli pronunciati de officio palatinatus) nevezett törvénycikke jelentették a nádor hatáskörének alapvető szabályozását. A későbbi törvényekkel ezen csak apróbb változtatást végeztek.

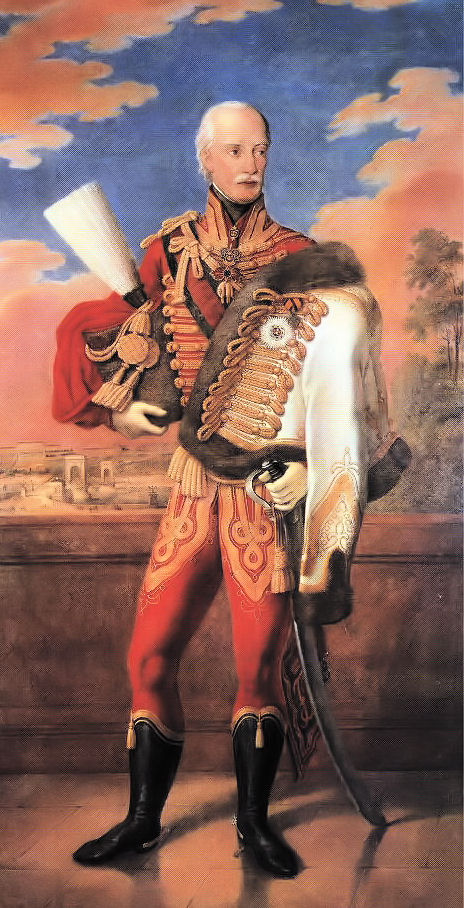
József nádor az 1840-es években (Johann Nepomuk Höfel festménye)

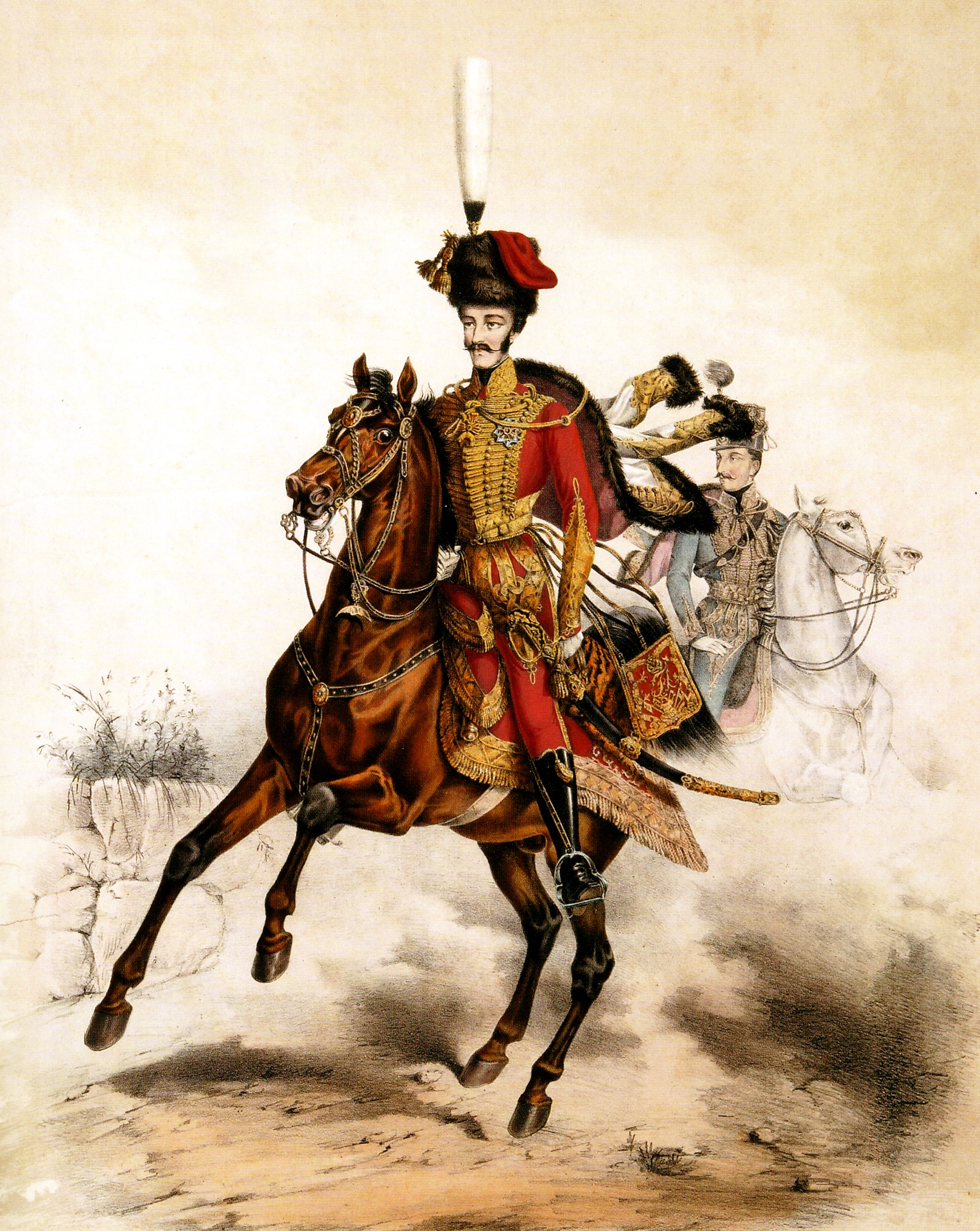
István nádor lovasportréja. Franz Xaver Zalder színezett litográfiája. (Budapesti Történeti Múzeum)

A mohácsi csata után Magyarországon hatalomra kerülő Habsburg uralkodók uralkodói székhelye nem Magyarországon volt, ezért az országot királyi helytartón keresztül kívánták kormányozni. A magyar rendek azonban követelték a nádori hivatal betöltését és 1542. november 26-án nádorrá választották Révay Ferenc túróci főispánt. Ettől kezdve a nádori hivatalt – kis kihagyásokkal – mindig betöltötték, de a nádor személye nem volt azonos a királyi helytartó személyével.
Ezt az ellentmondásos állapotot a II. Mátyás koronázása előtt (1608. november 18-án) kiadott 3. törvénycikkben szüntették meg, ahol újra szabályozták a nádorság intézményét. A király 2 katolikus és 2 protestáns jelöltet állíthatott; a rendek ezek közül választották meg a nádort, aki ekkortól a rendi országgyűlés, különösen a felsőtábla elnöke is volt.
1723-ban létrehozták a helytartótanácsot és a Hétszemélyes Táblát, amelyek elnöke a nádor lett.
1790 után Habsburg főhercegek töltötték be a nádori tisztséget, 1848 után a tisztség betöltetlen maradt.
A legnevezetesebb késői nádor József nádor Habsburg főherceg (1776 – 1847), Magyarország utolsó nádora István nádor volt. Az ő lemondatásával (1848. szeptember 25.) a gyakorlatban megszűnt a nádori hivatal, de ennek törvényi kifejezése csak később történt meg. Még ezen a napon a bécsi udvar Magyarország katonai parancsnokává és ideiglenes nádorává nevezte ki gr. Lamberg Ferencet, de a pesti tömeg meggyilkolta, mielőtt gr. Batthyány Lajos miniszterelnöktől átvehette volna megbízatását.
1867-től megmaradt szerepköreit a miniszterelnökre ruházták, I. Ferenc József király koronázásán gróf Andrássy Gyula és IV. Károly koronázásán gróf Tisza István mint az országgyűlés által megválasztott nádorhelyettesek segédkeztek.

## Korabeli törvények a nádor méltóságáról

### Szent László törvényei
A nádor bírói működését szabályozta a Szent László III. dekrétumának nevezett törvény harmadik cikkelye:
| 3. A nádorispánról Azt is akarjuk, hogy ha olykor a nádorispán hazamegy, a király és az udvar pecsétjét hagyja annál, aki helyetteseképpen ott marad, hogy miképpen a királynak egy udvara van, úgy pecsétje is egy legyen. Ameddig pedig ez az ispán otthon marad, pecsétjét senkire se küldje, csupán azokra, kiket "udvarnokok"-nak neveznek, és akik önként, saját akaratukból mennek hozzá, azok felett legyen szabad neki ítélkezni. Ha másképpen cselekszik, ötvenöt penzát fizessen. Hasonlóképpen a herceg ispánját is, ha az nemcsak a saját alattvalói, hanem mások felett is ítélkezik, ugyanazon büntetéssel javítsák meg. |

### Aranybulla

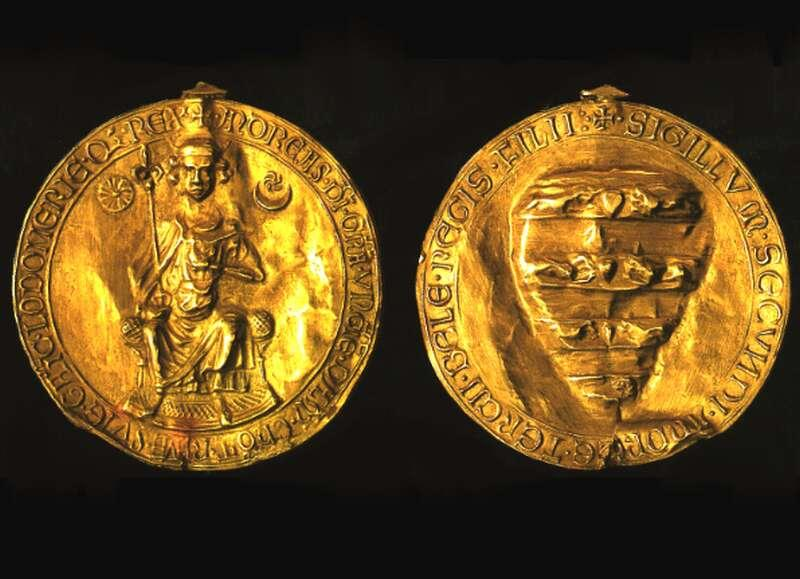
Az Aranybulla függőpecsétje. Előlapján II. András király alakja, hátlapján a hétszer vágott, négy pólyás magyar címer háromszögű pajzson

A nádor országos köztisztviselői jogállásáról tanúskodik az Aranybulla (II. András, 1222):
| 8. A nádor bírói jogköréről a) A nádor országunk minden embere felett különbség nélkül ítélkezzék. b) De a nemesek (olyan) ügyeit, melyek a fővesztésre vagy birtokaik feldúlására vonatkoznak, a király tudta nélkül ne fejezhesse be. c) Helyettes bírákat ne tartson, csak egyet, a saját udvarában |

### Nádori cikkelyek
Az 1485-ben, nádorválasztás céljából tartott országgyűlésen részletesen szabályozták a nádor hatáskörét is. A nádori cikkelyeknek (Articuli pronunciati de officio palatinatus) nevezett törvénycikkek a következők:
| Nádori cikkek |
| --- |
| 1. A király választásánál övé az első szavazat, 2. A kiskorú király gyámja vagy gondnoka; 3. Király nem létében vagy a király serdületlen kora alatt országgyűlést hirdethet; 4. Nemesi felkelés (insurrectio) esetében ő az országnak főkapitánya; 5. A honfiak között felmerült meghasonlásokat kiegyenlíti, 6. A király és ország között felmerült meghasonlás esetében közbenjár; 7. Ha a király gyengeelméjűségnél vagy hanyagságnál fogva azt nem tehetné, vagy nem tenné, az ország szónokait meghallgatja, és azoknak válaszol; 8. A királyi adományok alkalmánál felmerült panaszokat a király elé terjeszti; 9. Ő az országnak első nagybírája oly értelemben hogy a királyi méltóságon kívül, nagyobb vagy az övéhez hasonló bírói hatalma senkinek sincs, 10. A király távollétében annak helytartója; 11. A kunoknak főkapitánya és bírája s ezért tőlük évenként 3000 aranyat húz; 12. Dalmáciának bírája, amiért bizonyos dalmátszigeteknek jövedelmei illetik. |

## Magyarország nádorai időrendben

### Árpád-kor
| Név                 | Nádorság ideje                                              | Nádorsága alatt uralkodó               | Megjegyzés                                        |
| ------------------- | ----------------------------------------------------------- | -------------------------------------- | ------------------------------------------------- |
| Aba Sámuel          | 1038 előtt                                                  | Szent István                           | 1041-1044 között király                           |
| Zache               | 1055                                                        | I. András                              | szerepel a Tihanyi alapítólevélen                 |
| Radó                | 1057                                                        | I. András                              |                                                   |
| Ottó                | 1066                                                        | Salamon                                | Győr nembeli                                      |
| Radván              | 1067 körül                                                  | Salamon                                |                                                   |
| Gyula               | 1075-1091 előtt                                             | I. Géza, Szent László (?)              |                                                   |
| Péter               | 1091                                                        | Szent László                           |                                                   |
| János               | 1108–1113                                                   | Könyves Kálmán                         | Uros fia                                          |
| Fancsal             | 1131 körül –1138                                            | II. Béla                               | Bozeta fia                                        |
| Belos               | 1146–1157                                                   | II. Géza                               | Ilona királyné öccse, II. Géza nagybátyja         |
| Henrik              | 1162-1163 körül                                             | III. István                            | Héder nembeli                                     |
| Tamás               | 1163                                                        | IV. István                             | Héder nembeli                                     |
| Ampud               | 1165-1174                                                   | III. István, III. Béla                 |                                                   |
| Farkas              | 1177körül –1183                                             | III. Béla                              | Bikács nembeli                                    |
| Dénes               | 1184                                                        | III. Béla                              |                                                   |
| Tamás               | 1185-1186                                                   | III. Béla                              |                                                   |
| Mog                 | 1192-1193, 1198-1199, 1206                                  | III. Béla, Imre, II. András            |                                                   |
| Ézsau               | 1197-1198                                                   | Imre                                   |                                                   |
| Mika (Mihály)       | 1199-1201                                                   | Imre                                   | Ják nembeli                                       |
| Benedek             | 1202-1204                                                   | Imre                                   |                                                   |
| Miklós              | 1205                                                        | III. László                            |                                                   |
| Csépán              | 1206-1209                                                   | II. András                             | Győr nemzetség                                    |
| Pot                 | 1209-1212                                                   | II. András                             | Győr nembeli                                      |
| Bánk                | 1212-1213                                                   | II. András                             | Bár-Kalán nembeli                                 |
| Miklós              | 1213-1214, 1219-1222, 1226                                  | II. András                             | Szák nembeli                                      |
| Gyula               | 1215-1217, 1222-1226                                        | II. András                             | Kán nembeli                                       |
| Tódor               | 1222                                                        | II. András                             | Csanád nembeli                                    |
| Dénes               | 1227-1229, 1231-1234                                        | II. András                             | Apod fia                                          |
| I. Mojs             | 1229-1230                                                   | II. András                             | Apod fia                                          |
| Dénes               | 1235-1241                                                   | IV. Béla                               | Tomaj nembeli                                     |
| Arnold              | 1242                                                        | IV. Béla                               | Buzád-Hahót nembeli                               |
| László              | 1242-1245                                                   | IV. Béla                               | Kán nembeli                                       |
| Dénes               | 1245-1246, 1248                                             | IV. Béla                               | Türje nembeli                                     |
| István              | 1246-1248                                                   | IV. Béla                               | Gutkeled nembeli                                  |
| Rátót I. Loránd     | 1248-1261, 1272-1273, 1274-1275                             | IV. Béla, IV. István, IV. (Kun) László | Rátót nembeli                                     |
| Kőszegi Nagy Henrik | 1261-1267                                                   | IV. Béla                               | Héder nembeli                                     |
| Péc nembeli Dénes   | 1263, 1273-1274, 1277-1278                                  | IV. Béla, IV. (Kun) László             | Péc nembeli, 1263-ban István ifjabb király nádora |
| Domonkos            | 1266                                                        | IV. Béla                               | Csák nembeli, István ifjabb király nádora         |
| Benedek             | 1268                                                        | IV. Béla                               | Tombold fia, István ifjabb király nádora          |
| Lőrinc              | 1267-1270,1272, 1273                                        | IV. Béla, V. István, IV. (Kun) László  | Kemény fia                                        |
| II. Mojs            | 1270-1272                                                   | V. István                              | I. Mojs nádor fia                                 |
| Kőszegi Miklós      | 1275, 1276-1277, 1284-1286, 1289-1290, 1291, 1293-1295      | IV. (Kun) László, III. András          | Héder nembeli, 1289-1290 között „dunántúli” nádor |
| Péter               | 1275-1276, 1277, 1278                                       | IV. (Kun) László                       | Csák nembeli                                      |
| Máté                | 1278-1280, 1282-1284                                        | IV. (Kun) László                       | Csák nembeli                                      |
| Finta               | 1280-1281                                                   | IV. (Kun) László                       | Aba nembeli                                       |
| Kőszegi Iván        | 1281-1282, 1287-1288                                        | IV. (Kun) László                       | Héder nembeli                                     |
| István              | 1284 november                                               | IV. (Kun) László                       | Kacsics nembeli (?) Tekus fia                     |
| Makján              | 1286-1287                                                   | IV. (Kun) László                       | Aba nembeli                                       |
| Amadé               | 1288-1289, 1290-1291, 1293, 1295-1296, 1297-1298, 1299-1301 | IV. (Kun) László, III. András          | Aba nembeli                                       |
| Rénold              | 1289-1290                                                   | IV. (Kun) László                       | Basztély nembeli, „dunáninneni” nádor             |
| Mizse               | 1290                                                        | IV. (Kun) László                       | „dunáninneni” nádor                               |
| Mihály              | 1291-1293                                                   | III. András                            | Szente-Mágócs nembeli                             |
| Csák Máté           | 1296-1297                                                   | III. András                            | Csák nembeli                                      |
| Apor                | 1298-1299                                                   | III. András                            | Péc nembeli, „dunántúli” nádor                    |
| Lóránd              | 1298-1299                                                   | III. András                            | Rátót nembeli, „dunáninneni nádor”                |

### Anjou-kor
Az Árpád-ház kihalását követő trónharcok ideje alatt a nagybirtokos tartományurak sokszor önhatalmúlag is viselték a nádori címet.
| Név                                | Nádorság ideje | Nádorsága alatt uralkodó                    | Megjegyzés                                                                                |
| ---------------------------------- | -------------- | ------------------------------------------- | ----------------------------------------------------------------------------------------- |
| Csák Máté                          | 1297–1322      | III. Vencel, Ottó, Károly Róbert            | Csák nemzetség, a címet önkényesen viselte tisztségétől 1297-ben történt megfosztása után |
| Ákos István                        | 1301–1307      | III. Vencel, Ottó                           | Ákos nemzetség                                                                            |
| Kőszegi Iván                       | 1302–1307      | III. Vencel, Ottó, Károly Róbert            | Kőszegi család                                                                            |
| Aba Amadé                          | 1302–1310      | III. Vencel, Ottó, Károly Róbert            | Aba nemzetség                                                                             |
| Rátót II. Loránd (Roland)          | 1303–1307      | III. Vencel, Ottó                           | Rátót nemzetség                                                                           |
| Péc Apor                           | 1304–1307      | Vencel                                      | Péc nemzetség                                                                             |
| Borsa Kopasz                       | 1306–1315      | Ottó, Károly Róbert                         | Borsa nemzetség                                                                           |
| Rátót II. Domonkos (Rátót Domokos) | 1315–1320      | Károly Róbert                               | Rátót nemzetség, a Pásztói család őse                                                     |
| Debreceni Dózsa                    | 1322           | Károly Róbert                               |                                                                                           |
| Drugeth Fülöp                      | 1323–1327      | Károly Róbert                               | Drugeth család                                                                            |
| Drugeth János                      | 1328–1333      | Károly Róbert                               | Drugeth család                                                                            |
| Drugeth Vilmos                     | 1333–1342      | Károly Róbert                               | Drugeth család                                                                            |
| Gilétfi Miklós                     | 1342–1356      | I. Nagy Lajos                               | Zsámboki Miklós                                                                           |
| Kont Miklós                        | 1356–1367      | I. Nagy Lajos                               | az Újlaki család őse                                                                      |
| Oppelni László                     | 1367–1372      | I. Nagy Lajos                               | Piast-dinasztia                                                                           |
| Lackfi Imre                        | 1372–1375      | I. Nagy Lajos                               | Simontornyai I.                                                                           |
| Garai Miklós                       | 1375–1385      | I. Nagy Lajos 1382-ig, utána I. Anjou Mária | V. Miklós                                                                                 |
| Szécsi Miklós                      | 1385–1386      | I. Anjou Mária                              | VI. Miklós                                                                                |

### Vegyesházi királyok korától
|       | Név                                            | Hivatal kezdete      | Hivatal vége         | Uralkodó | Uralkodó       | Megjegyzés |
| ----- | ---------------------------------------------- | -------------------- | -------------------- | --- | -------------- | --- |
| 74.   | Lackfi (V.) István (1340–1397)                 | 1387 áprilisa        | 1392 novembere       | Mária | Mária          | A Lackfi családból való magyar főúr, csáktornyai és simontornyai Lackfi István erélyi vajda fia                                                      |
| 75.   | Jolsvai Leusták (?–1400)                       | 1392 novembere       | 1397 áprilisa        | Mária | Zsigmond       | A Rátót nemzetség sarja |
| 76.   | Bebek Detre (1350 körül –1404 körül)           | 1397 májusa          | 1402 szeptembere     | Zsigmond | Zsigmond       | Az Ákos nemzetségbéli Bebek családból való magyar főúr, Bebek György királynéi tárnokmester fia                                                      |
| 77.   | Ifj. Garai (VII.) Miklós (1367–1433)           | 1402 szeptembere     | 1433 novembere       | Zsigmond | Zsigmond       | A Garai családból való korábbi horvát–szlavón bán, idősebb Garai Miklós nádor fia                                                                    |
| 78.   | Pálóci (III.) Máté (1390–1437)                 | 1435 márciusa        | 1437 februárja       | Zsigmond | Zsigmond       | Az ősi Pálóci család sarja, Pálóci Péter pozsonyi alispán fia, Pálóci György esztergomi érsek testvére                                               |
| 79.   | Hédervári (II.) Lőrinc (?–1447)                | 1437 márciusa        | 1447 júliusa         | Albert | I. Ulászló     | A Héder nemzetségbéli Hédervári család sarja |
| 80.   | Garai (III.) László (1410–1459)                | 1447 szeptembere     | 1458 júliusa         | V. László | V. László      | A Garai családból való magyar főúr, ifjabb Garai Miklós nádor és Cillei Anna fia                                                                     |
| 81.   | Guthi Országh (III.) Mihály (1410 körül –1484) | 1458. júliusa        | 1484.                | I. Mátyás | I. Mátyás      | A Gutkeled nemzetségbéli Országh családból való magyar főúr, Országh Gáspár és Parlagi Katalin fia                                                   |
| 82.   | Szapolyai (II.) Imre (? –1487)                 | 1486 januárja        | 1487. szeptember 12. | I. Mátyás | I. Mátyás      | A Szapolyai-családból való magyar főúr, korábbi horvát–szlavón bán                                                                                   |
| 83.   | Szapolyai (VI.) István (? –1499)               | 1492 márciusa        | 1499. december 23.   | II. Ulászló | II. Ulászló    | A Szapolyai családból való magyar főúr, Szapolyai Imre nádor testvére, Szapolyai János király apja                                                   |
| 84.   | Geréb (III.) Péter (? –1503)                   | 1500 áprilisa        | 1503 eleje           | II. Ulászló | II. Ulászló    | Korábbi erdélyi vajda |
| 85.   | Perényi (III.) Imre (?–1519)                   | 1504 áprilisa        | 1519. február 5.     | II. Ulászló | II. Lajos      | A Perényi családból való korábbi horvát bán, Perényi István tárnokmester és Újlaki Orsolya fia                                                       |
| 86.   | Báthori (VII.) István (1485 körül –1530)       | 1519 februárja       | 1523 májusa          | II. Lajos | II. Lajos      | A Báthori család ecsedi ágából való magyar főúr, ecsedi Báthori András és Rátóti Julianna fia                                                        |
| 86.   | Báthori (VII.) István (1485 körül –1530)       | 1524 szeptembere     | 1525. június 24.     | II. Lajos | II. Lajos      | A Báthori család ecsedi ágából való magyar főúr, ecsedi Báthori András és Rátóti Julianna fia                                                        |
| 87.   | Werbőczy (VIII.) István (1458–1541)            | 1525. június 24.     | 1526 áprilisa        | II. Lajos | II. Lajos      | A Werbőczy családból való magyar főúr, korábbi királyi személynök, Werbőczy Osvát és Deák Apollónia fia                                              |
| (86.) | Báthori (VII.) István (1485 körül –1530)       | 1526 áprilisa        | 1530. május 8.       | I. János | I. Ferdinánd   | Harmadik periódusa |
| 88.   | Bánffy (IV.) János (?–1534)                    | 1530 májusa          | 1533 márciusa        | I. János | I. Ferdinánd   | Az alsólendvai Bánffy család való magyar nemes, alsólendvai Bánffy Miklós ajtónállómester, pozsonyi főispán és Piast-házi Margit sagani hercegnő fia |
| 89.   | báró Nádasdy (III.) Tamás (1498–1562)          | 1554. március 20.    | 1562. június 2.      | II. János | I. Ferdinánd   | A Nádasdy családból való magyar báró, nádasdi és fogarasföldi Nádasdy Ferenc vas vármegyei alispán és Terjék Orsolya fia                             |
| 89.   | báró Nádasdy (III.) Tamás (1498–1562)          | 1554. március 20.    | 1562. június 2.      | Jagelló Izabella | I. Ferdinánd   | A Nádasdy családból való magyar báró, nádasdi és fogarasföldi Nádasdy Ferenc vas vármegyei alispán és Terjék Orsolya fia                             |
| 90.   | gróf Illésházy (IX.) István (1541–1609)        | 1608. november 20.   | 1609. május 5.       | II. Mátyás | II. Mátyás     | Az Illésházy családból való magyar gróf, illésházai báró Illésházy Tamás pozsonyi alispán és nemes Földes Zsófia fia                                 |
| 91.   | gróf Thurzó György (1567–1616)                 | 1609. december 7.    | 1616. december 26.   | II. Mátyás | II. Mátyás     | A Thurzó családból való magyar gróf, bethlenfalvi gróf Thurzó Ferenc nyitrai püspök és Zrínyi Kata fia                                               |
| 92.   | gróf Forgách Zsigmond (1565–1621)              | 1618. május 16.      | 1621. június 23.     | II. Mátyás | II. Mátyás     | A Forgách családból való magyar gróf, gímesi és gácsi gróf Forgách Simon főpohárnok és báró Pemfflinger Orsolya fia                                  |
| 92.   | gróf Forgách Zsigmond (1565–1621)              | 1618. május 16.      | 1621. június 23.     | II. Ferdinánd |                | A Forgách családból való magyar gróf, gímesi és gácsi gróf Forgách Simon főpohárnok és báró Pemfflinger Orsolya fia                                  |
| 93.   | gróf Thurzó Szaniszló (1576–1625)              | 1622. május 16.      | 1625. május 1.       | A Thurzó családból való magyar gróf, bethlenfalvi Thurzó Elek örökös főispán és Zrinyi Borbála fia                                             |                | |
| 94.   | gróf Esterházy (VIII.) Miklós (1582–1645)      | 1625. október 25.    | 1645. szeptember 11. | Az Esterházy családból való magyar gróf, hadvezér, galántai gróf Esterházy Ferenc és illésházi gróf Illésházy Zsófia fia                       |                | |
| 94.   | gróf Esterházy (VIII.) Miklós (1582–1645)      | 1625. október 25.    | 1645. szeptember 11. | Az Esterházy családból való magyar gróf, hadvezér, galántai gróf Esterházy Ferenc és illésházi gróf Illésházy Zsófia fia                       | III. Ferdinánd | |
| 95.   | báró Draskovits (V.) János (1603–1648)         | 1646. szeptember 23. | 1648. november 8.    | A Draskovich családból való magyar báró, trakostyáni báró Draskovits János horvát bán és baranyavári és kisasszonyfalvi báró Istvánffy Éva fia |                | |
| 96.   | gróf Pálffy (III.) Pál (1580–1653)             | 1649 eleje           | 1653. november 26.   | A Pálffy családból való magyar gróf, erdődi gróf Pálffy Miklós országbíró és Maria von Fugger fia                                              |                | |
| 97.   | gróf Wesselényi Ferenc (1605–1667)             | 1655. március 15.    | 1667. március 23.    | A Wesselényi családból való magyar gróf, hadvezér, hadadi és murányi báró Wesselényi István és szerdahelyi báró Derssfy Katalin fia            |                | |
| 97.   | gróf Wesselényi Ferenc (1605–1667)             | 1655. március 15.    | 1667. március 23.    | A Wesselényi családból való magyar gróf, hadvezér, hadadi és murányi báró Wesselényi István és szerdahelyi báró Derssfy Katalin fia            | I. Lipót       | |
| 98.   | herceg Esterházy (IV.) Pál (1635–1713)         | 1681. június 13.     | 1713. március 26.    | Az Esterházy családból való magyar gróf és birodalmi herceg, galántai gróf Esterházy Miklós nádor és bedeghi báró Nyáry Krisztina fia          |                | |
| 98.   | herceg Esterházy (IV.) Pál (1635–1713)         | 1681. június 13.     | 1713. március 26.    | Az Esterházy családból való magyar gróf és birodalmi herceg, galántai gróf Esterházy Miklós nádor és bedeghi báró Nyáry Krisztina fia          | I. József      | |
| 98.   | herceg Esterházy (IV.) Pál (1635–1713)         | 1681. június 13.     | 1713. március 26.    | Az Esterházy családból való magyar gróf és birodalmi herceg, galántai gróf Esterházy Miklós nádor és bedeghi báró Nyáry Krisztina fia          | III. Károly    | |
| 99.   | gróf Pálffy (VI.) Miklós (1657–1732)           | 1714. október 14.    | 1732. február 20.    | A Pálffy családból való magyar gróf és császári tábornagy, Pálffy Miklós ajtónállómester és roraui báró Harrach Mária Eleonóra fia             |                | |
| 100.  | gróf Pálffy (VI.) János (1664–1751)            | 1741. június 22.     | 1751. március 24.    | Mária Terézia | Mária Terézia  | A Pálffy családból való magyar gróf és császári tábornagy, erődi gróf Pálffy Miklós nádor testvére                                                   |
| 101.  | gróf Batthyány Lajos (1696–1765)               | 1751. május 4.       | 1765. október 26.    | Mária Terézia | Mária Terézia  | A Batthyány családból való magyar gróf, németújvári gróf Batthyány Ádám országbíró és Eleonore von Strattmann grófnő fia                             |
| 102.  | főherceg Sándor Lipót (1772–1795)              | 1790. november 12.   | 1795. július 12.     | II. Lipót | II. Lipót      | A Habsburg–Lotaringiai-házból származó osztrák főherceg és magyar királyi herceg, II. Lipót császár és király és Spanyolországi Mária Lujza fia      |
| 102.  | főherceg Sándor Lipót (1772–1795)              | 1790. november 12.   | 1795. július 12.     | Ferenc |                | A Habsburg–Lotaringiai-házból származó osztrák főherceg és magyar királyi herceg, II. Lipót császár és király és Spanyolországi Mária Lujza fia      |
| 103.  | főherceg József Antal (1776–1847)              | 1795. szeptember 20. | 1847. január 13.     | A Habsburg–Lotaringiai-házból származó osztrák főherceg és magyar királyi herceg, Habsburg–Lotaringiai Sándor Lipót magyar nádor testvére      |                | |
| 103.  | főherceg József Antal (1776–1847)              | 1795. szeptember 20. | 1847. január 13.     | A Habsburg–Lotaringiai-házból származó osztrák főherceg és magyar királyi herceg, Habsburg–Lotaringiai Sándor Lipót magyar nádor testvére      | V. Ferdinánd   | |
| 104.  | főherceg István Ferenc (1817–1867)             | 1847. november 12.   | 1848. szeptember 25. | A Habsburg–Lotaringiai-házból származó osztrák főherceg és magyar királyi herceg, Habsburg–Lotaringiai József Antal magyar nádor fia           |                | |